# Rozgonyi Zoltán
Rozgonyi Zoltán (Budapest, 1966. január 30.) biztonsági szakértő, önkormányzati képviselő, Rozgonyi Ernő fia.

## Pályafutása
1966. január 30-án született Zuglóban, Alsórákoson, a Negyed utcában Rozgonyi Ernő fiaként. Az Egressy út 178/g szám alatti általános iskola után a Teleki Blanka Gimnáziumban tanult. 1985-től 2010-ig a Ferihegyi Repülőtéren dolgozott, eleinte a vám- és pénzügyőrség, majd a rendőrség állományában. Később utasbiztonsági szolgálatvezető volt a Légi forgalmi és Repülőtéri Igazgatóságon, majd jogutódjánál a Budapest Airport Rt.-nél.
A rendszerváltozás óta részt vesz a zuglói közéletben, a Fidesz Zuglói Szervezetének tagja. Több, azóta is működő zuglói civil szervezet alapításában részt vett.
1998 óta Zugló önkormányzati képviselője. Frakcióvezetőként, a Jogi, Igazgatási és Közbiztonsági Bizottság alelnökeként, egy rövid ideig a Pénzügyi Bizottság elnökeként, majd 2002–2006 között alpolgármesterként dolgozott. 2010-ben kerülete 11-es számú egyéni választókörzetében önkormányzati képviselője lett.
2014-ben Karácsony Gergely, 2019-ben pedig Horváth Csaba mögött végzett a zuglói polgármester-választáson.
2015 és 2019 között frakcióvezetőként és alpolgármesterként dolgozott. Fő szakterületei voltak a közbiztonság, az egészségügy, a kultúra és közművelődés, a szociális terület és a sport. A Fővárosi Önkormányzat Bűnmegelőzési és Közbiztonsági Bizottságának külsős szakértőjeként segíti a fővárosi bűnmegelőzési munkát is. Mindezek mellett önkéntes polgárőr Zuglóban.
2019. október 13-án ismét önkormányzati képviselővé választották. Pártja listáján szerzett mandátumot. 

## Családja
Nős, társasházi lakásban él feleségével és 2004. február 4-én született fiukkal. Első házasságából született lányától már kétszeres nagypapa.